# Alex Roeka
Alex Roeka, artiestennaam van Alexander Antonius Maria van Mourik (Ravenstein, 1945), is een Nederlandse zanger en liedjesschrijver.

## Biografie
Roeka werd geboren in Ravenstein als zoon van een notaris. Als kind bezocht hij diverse kostscholen. Tijdens zijn middelbareschooltijd begon hij zich te interesseren voor muziek en poëzie. Hij studeerde psychologie in Nijmegen, maar besloot na zijn kandidaatsexamen te gaan varen. Hij werkte op een zeesleper, maar keerde na een jaar weer terug naar Nederland. Hij rondde in Amsterdam zijn studie psychologie af en was vervolgens een tijdje werkzaam als psycholoog. 
Hij begon begin jaren negentig liederen te schrijven en op te treden. Hij nam een demo op, die hij naar Jacques Klöters stuurde, die de liedjes op de radio begon te draaien. Klöters bracht hem ook in contact met een platenmaatschappij. Zijn debuut-cd kwam in 1996 uit: Zee van onrust.
Drie jaar later won hij de Annie M.G. Schmidt-prijs voor het lied 'Noem 't geen liefde'. Sindsdien maakte hij diverse cd's, trad op in vele theaters in Vlaanderen en Nederland en kwam er in 2007 een boek van zijn hand uit: Mannenwoestijn, verzamelde teksten met bijbehorende cd. Twee van zijn cd's werden bekroond met een Edison: Beet van Liefde in 2009 en Gegroefd in 2013.
Roeka kreeg onder wielerliefhebbers bekendheid dankzij twee wielerliederen:
In 'De Muur van Geraardsbergen' bezingt hij vol lof wat een renner voelt als hij in De Ronde van Vlaanderen de legendarische helling op moet.  
In 'De rode vod' bezingt hij wat er allemaal door het hoofd van een knecht spookt als hij door toeval toch een keer zelf voor de overwinning kan strijden tegen het jagende peloton. Dit nummer werd door Volkskrantjournalist Bert Wagendorp tot beste sportlied ooit uitgeroepen.

## Discografie

### Albums
| Album met eventuele hitnotering(en) in de Nederlandse Album Top 100 | Datum van verschijnen | Datum van binnenkomst | Hoogste positie | Aantal weken | Opmerkingen                                         |
| ------------------------------------------------------------------- | --------------------- | --------------------- | --------------- | ------------ | --------------------------------------------------- |
| Zee van onrust                                                      | 23 apr 1996           | -                     |                 |              | Willibrord Disc WD 5074 1 (CD)                      |
| Wildernis                                                           | 7 apr 1999            | -                     |                 |              | Willibrord Disc WD 5074 3 (CD)                      |
| Wolfshonger                                                         | 14 okt 2002           | -                     |                 |              | Raaf Records RF 19955 1 (CD)                        |
| Schemerdrift                                                        | 10 jun 2004           | -                     |                 |              | Raaf Records RF 19955 2 (CD)                        |
| Hadeskade                                                           | 6 jun 2006            | -                     |                 |              | Raaf Records RF 19955 3 (CD)                        |
| Mannenwoestijn                                                      | 17 okt 2007           | -                     |                 |              | Nijgh & Van Ditmar 978 90 388 6348 1 (Boek met CD)  |
| Beet van liefde                                                     | 10 okt 2008           | -                     |                 |              | Coastcompany CTC 2990511 (CD)                       |
| Mannenwoestijn                                                      | 16 apr 2010           | -                     |                 |              | Coastcompany CTC 2990553 (CD) (Heruitgave van 2007) |
| Zachtaardig vergooid                                                | 4 okt 2010            | 09-10-2010            | 37              | 2            | Excelsior EXCEL96240 (CD)                           |
| Gegroefd                                                            | 14 sep 2012           | 22-09-2012            | 37              | 1*           | Excelsior EXCEL96311 (CD)                           |
| Voort!                                                              | 16 okt 2015           | -                     |                 |              | Excelsior EXCEL96442 (CD)                           |
| En Toen Ineens                                                      | 20 okt 2017           | -                     |                 |              | Excelsior EXCEL96516 (CD)                           |
| Rauwe Genade                                                        | 11 dec 2019           | -                     |                 |              | Excelsior EXCEL96592 (CD)                           |
| Nieuwe Dromen                                                       | 25 mrt 2022           | -                     |                 |              | Excelsior EXCEL96677 (2CD in boek)                  |
| Nachtcafé                                                           | 1 dec 2023            | -                     |                 |              | Excelsior EXCEL96760 (2LP)                          |
| Nachtcafé                                                           | 1 dec 2023            | -                     |                 |              | Excelsior EXCEL96761 (2CD)                          |
| Vier Laatste Liederen                                               | 3 nov 2024            | -                     |                 |              | Excelsior EXCEL96822 (CD EP)                        |

## Prijzen
- 1999: Annie M.G. Schmidt-prijs voor Noem 't Geen Liefde
- 2009: Edison voor Beet van Liefde (categorie Kleinkunst/Theater)
- 2013: Edison voor Gegroefd (categorie Kleinkunst/Theater)
- 2017: Nederlandse Oeuvreprijs Cabaret en Kleinkunst
- 2022: Poelifinario voor kleinkunst voor Nieuwe dromen